# زیردریایی آی-۲۸
زیردریایی آی-۲۸ (به انگلیسی: Japanese submarine I-28) یک زیردریایی است. این زیردریایی در سال ۱۹۴۰ ساخته شد.